# Ахурия-Энеа
Дворец Ахурия-Энеа — здание в Витории-Гастейсе, на севере Испании. Это официальная резиденция леендакари (президента Баскского автономного сообщества).

## История
Здание, выбранное в качестве официальной резиденции на основании своих архитектурных достоинств, было построено в 1920 году швейцарским архитектором Альфредо Бэшлином по заказу промышленника из Витории по имени Серафин Ахурия. В 1966 году здание было передано религиозному ордену матерей-пиаристок, который превратил его в учебный центр. В 1972 году его приобрёл Провинциальный совет Алавы для преобразования его в Музей баскского искусства, который открылся в 1978 году, но в 1980 году здание было продано правительству Страны Басков как официальная резиденция леендакари
В том же году его занял Карлос Гарайкоэчеа, сначала Президент баскского правительства после восстановления демократии в Испании. Дворец демонстрирует на фасаде архитектурные элементы необаскского искусства.